# Jan Malkiewicz
Jan Maciej Malkiewicz (ur. 18 grudnia 1971) – polski urzędnik, od 2020 do 2023 konsul generalny RP w Monachium.

## Życiorys
Uzyskał tytuł magistra nauk politycznych w specjalności stosunki polsko-niemieckie na Uniwersytecie Jagiellońskim. W latach 1994–1995 stypendysta programu „Tempus” na Uniwersytecie Ruhry w Bochum. W 1999 został zastępcą dyrektora sekretariatu Prezesa Rady Ministrów, a następnie dyrektorem sekretariatu Prezesa Urzędu Regulacji Telekomunikacji i Poczty. W latach 2002–2003 stypendysta Fundacji Roberta Boscha. Odbywał staże zawodowe w Urzędzie Regulacji Telekomunikacji i Poczty w Bonn. Później pracował w sektorze prywatnym w obszarze ICT i technologii medycznych. W październiku 2020 objął stanowisko konsula generalnego w Monachium. Odwołany ze skutkiem na 31 grudnia 2023.
Był pomysłodawcą i inicjatorem ustanowienia Międzynarodowej Nagrody im. Stefana Banacha. Dwukrotnie nagrodzony Red Dot Design Award oraz iF Design Award.